# Villar-Loubière
Villar-Loubière är en kommun i departementet Hautes-Alpes i regionen Provence-Alpes-Côte d'Azur i sydöstra Frankrike. Kommunen ligger  i kantonen Saint-Firmin som ligger i arrondissementet Gap. År 2022 hade Villar-Loubière 31 invånare.

## Befolkningsutveckling
Antalet invånare i kommunen Villar-Loubière
Referens:INSEE